# Banavathi, Dod Ballapur
Banavathi là một làng thuộc tehsil Dod Ballapur, huyện Bangalore Rural, bang Karnataka, Ấn Độ.